# Magnus Gripensköld (1663–1712)
Magnus Gripensköld, född 1663, död 5 april 1712, var en svensk militär.

## Biografi
Magnus Gripensköld föddes 1663. Han var son till kronofogden Jesper Gripensköld och Apollonia Hürtzig i Nyköping. Gripensköld blev 1678 volontär under överstelöjtnant Johan Gripenwaldt och tog avsked 7 september 1680. Han gick 1681 i holländsk tjänst som kadett vid prinsen av Oraniens garde och tog avsked 4 oktober 1684. Gripensköld blev 28 april 1685 fänrik vid Östgöta infanteriregemente, 24 mars 1689 löjtnant vid regementet, 22 januari 1694 kvartermästare vid regementet och 30 april 1700 kapten vid fördubblingskompanierna. Han blev 15 augusti 1700 premiärkapten vid regementet, 11 juli 1707 major vid regementet och tog avsked 29 juli 1708. Han blev 28 september 1709 överstelöjtnant vid regementet med konfirmerad fullmakt 22 november 1710 och tog avsked från tjänsten 12 mars 1712. Gripensköld avled 1712 och begravdes i Ljungs kyrka, där hans vapen sattes upp.

### Familj
Gripensköld gifte sig 25 augusti 1701 på Sjöbacka i Ljungs socken med hovmästarinnan Anna Catharina Burensköld (1654–1727) på Stegeborgs slott, dotter av stadspresidenten Nils Burensköld i Norrköping och Eva Ulfvenklou. Anna Catharina Burensköld var änka efter kommendören Efraim Gottfrid von Schröer.